# Dreieckzielen
Das Dreieckzielen gehört zur militärischen Schießausbildung. Die Ausbildungsmethode ist spätestens seit Ende der 1880er Jahre in der preußischen Armee angewendet worden und wird bis heute praktiziert.
Beim Dreieckzielen wird ein Gewehr in einem Gestell oder mit Sandsäcken so festgelegt, dass es seine Position hält. 20 Meter davon entfernt wird eine weiße Scheibe fest aufgestellt. Die Visierlinie des Gewehrs ist auf diese Scheibe gerichtet. Ein Ausbilder hält an einer Stange eine runde Platte (behelfsmäßig werden dafür auch Bierdeckel an einer Stange genutzt) mit zentraler Bohrung, von deren oberem Rand sich eine farbige dreieckige Spitze (Stachel) bis zur Lochbohrung erstreckt. Diese Kelle wird nach Anweisung des über Kimme und Korn zielenden Schützen solange über die Scheibe bewegt, bis er meldet, dass sich der Stachel genau über dem Korn, also im Zielpunkt befindet. Diese Stelle markiert der Ausbilder durch die Lochbohrung mit einem Stift. Zunächst legt ein anderer Ausbilder, der keine Zielfehler macht, am besten ein Schießlehrer, auf diese Weise einen Kontrollpunkt fest, der auf der Scheibe mit K gekennzeichnet wird. Anschließend setzt oder legt sich der auszubildende Schütze so hinter das Gewehr, als ob er es im Anschlag halten würde, zielt auf die Scheibe und weist den Ausbilder an, die Kelle auf den von ihm (dem Auszubildenden) ermittelten Zielpunkt zu verschieben.  Danach setzt der Schütze ab. Der Vorgang wird dreimal wiederholt. Die Markierungen ergeben ein Dreieck, das dem Verfahren den Namen gegeben hat, und aus dem der Ausbilder erkennen kann, ob der Schütze einen Zielfehler macht. Hat das entstandene Fehlerdreieck eine Kantenlänge von weniger als 1 cm, kann der Schütze gleichmäßig zielen. Ist außerdem der Mittelpunkt des Fehlerdreiecks weniger als 2 cm vom Kontrollpunkt entfernt, macht der Schütze keine Zielfehler. Sollte ein Zielfehler festgestellt werden, ist zu beachten, dass dieser sich beim Dreieckzielen entgegengesetzt zum normalen Schießen auswirkt (Beispiel: Fehlerdreieck liegt unter dem Kontrollpunkt bedeutet Vollkorn).
Üblicherweise müssen Rekruten vor Abgabe des ersten scharfen Schusses ein Dreieckzielen erfolgreich absolvieren.